# Idioma laghu

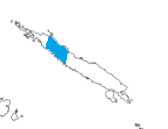
Territorio de la isla de Santa Isabel donde la lengua laghu se extendió en el pasado.

El idioma laghu es un idioma de la familia austronesia, ya extinto que se hablaba por la zona de Santa Isabel, en las Islas Salomón. Su último hablante falleció en 1984. En los lugares donde solía ser hablado, es decir, en los pueblos de Baolo y Samasodu, ahora se habla el idioma zabana. 
Actualmente es un idioma conocido por investigadores, que hicieron un estudio para que no se perdiese el Laghu.
El cantante chino, Sa Ding Ding, interpreta algunas de sus canciones en laghu.